# Johann von den Birghden

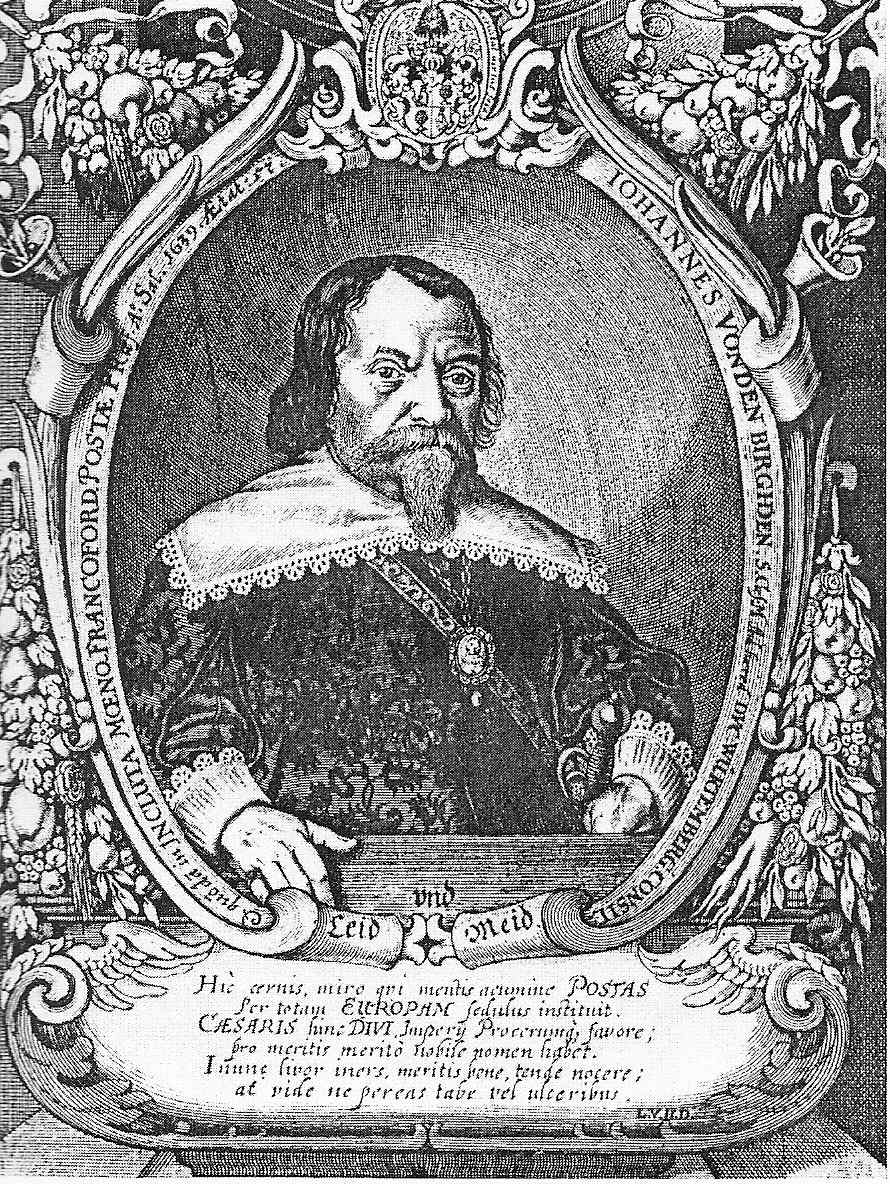
Johann von den Birghden (1639)

Johann von den Birghden (* 7. August 1582 in Aachen; † 4. März 1645 in Frankfurt am Main) war ein deutscher Postmeister. Er entstammte einem evangelisch-lutherischen Elternhaus. Von 1615 bis 1628 war er Postmeister und Organisator der Kaiserlichen Reichspost und von Dezember 1631 bis 1635 Königlich-Schwedischer Postmeister. Er war der Begründer der ersten deutschen Postzeitung.

## Ausbildung
Johann von den Birghden war der Sohn Peters von den Birghden. Der Name der Mutter war entweder Adelheit Frisch von Haßdahl oder Petronella Feissen. Im Jahre 1599 wurde Johann von den Birghden Assistent des Rheinhausener Postverwalters Matthias Sulzer. Als dieser am 10. August 1610 zum Postverwalter in Frankfurt ernannt wurde, folgte er ihm. Nach Sulzers Tod am 3. Oktober 1611 ernannte Lamoral von Taxis nicht von den Birghden, sondern Sulzers Sohn Hans Georg zum Nachfolger. Daraufhin schied Johann von den Birghden aus dem Dienst der Kaiserlichen Reichspost aus und erwarb 1612 einen privat betriebenen Botendienst von Frankfurt nach Hamburg. Im Jahre 1613 heiratete er eine Witwe, die in Frankfurt einen Gewürzhandel betrieb.

## Postalische Voraussetzungen
Nach der Gründung der Kaiserlichen Reichspost im Jahre 1597 gab es zunächst nur zwei Postkurse im Reich. Der eine führte von Brüssel über Rheinhausen, Augsburg, Innsbruck und Trient nach Italien und der andere von Köln über Wöllstein nach Augsburg. Eine Erweiterung erfolgte zwischen 1598 und 1601 von Köln über Frankfurt nach Rheinhausen. Dieses Postnetz blieb bis 1615 unverändert.

## Postmeister und Organisator in Frankfurt
Der Fettmilch-Aufstand im Jahre 1614 brachte den Briefverkehr von Frankfurt aus völlig zum Erliegen. Nach Sulzers Ausscheiden erhielt Johann von den Birghden am 24. Oktober 1615 die Bestallungsurkunde als Postmeister in Frankfurt.
Er trug entscheidend zur Ausweitung der Kaiserlichen Reichspost bei und begann sofort mit der Stabilisierung der Routen nach Köln und Nürnberg. Als Lutheraner gelang es ihm in wenigen Monaten, weitere Postkurse nach Leipzig und Hamburg einzurichten.
Am 20. November 1615 ernannte Johann von den Birghden gegen den Widerstand des Frankfurter Botenmeisters Johann Adam Uffsteiner den Leipziger Botenmeister Johann Sieber zum kaiserlichen Postmeister. Bis Ende Juni 1616 war die Postroute von Frankfurt über Fulda, Suhl und Erfurt nach Leipzig eingerichtet.
Bis Ende August 1616 organisierte von den Birghden einen neuen Postkurs von Hamburg nach Köln über Rotenburg, Detmold, Unna und Schwelm. In Hamburg ernannte Johann von den Birghden Albrecht Kleinhans zum Postmeister. Dieser Postkurs endete in Frankfurt. Mit der schon 1615 entstandenen Route von Köln über Frankfurt, Nürnberg nach Prag verfügte nun die Kaiserliche Reichspost über ein Postnetz mit Frankfurt als Mittelpunkt. Im Jahre 1619 wurde Bremen über Nienburg/Weser mit dem Kurs Hamburg-Frankfurt verbunden.

## Die erste Postzeitung
In der zweiten Hälfte des 16. Jahrhunderts vermittelten einige Post- und Botenmeister an interessierte Kunden handgeschriebene Nachrichten gegen Bezahlung. Als in Frankfurt ein Buchhändler im Jahre 1615 eine erste gedruckte Zeitung herausgab, übernahm Johann von den Birghden die Idee. Als Postmeister erhielt er laufend Nachrichten, und so brachte er diese in einer Postzeitung heraus. Gegen die Herausgabe einer Zeitung klagte im Januar 1617 der Frankfurter Drucker Egenolff Emmel beim Rat der Stadt. Der Hinweis darauf, eine Zeitung sei bisher noch nicht von einem Postmeister, sondern nur von Drucker herausgegeben worden, genügte dem Rat, von den Birghden ein Verbot des Zeitungsdrucks zu erteilen. Der Postmeister ließ danach die Zeitung einfach im benachbarten Höchst weiterdrucken und in der Folge konnte er eine Aufhebung des Verbots erzielen. Diese erste Postzeitung fand schon bald Nachahmer durch andere Postmeister.

## Weiterer Werdegang
In den nächsten Jahren wurde Johann von den Birghden unter dem Brüsseler Generalpostmeister Lamoral von Taxis der entscheidende Ansprechpartner für die Betreuung des Postnetzes im Heiligen Römischen Reich. Er kontrollierte die Arbeit der Posthalter, ließ Plakate mit den Postkursen und Preistabellen drucken und steigerte damit die Pünktlichkeit und den Umfang des Brieftransportes.
Die erste Krise kam im Jahre 1623. Er wurde im Januar nach Aschaffenburg, wo der Erzbischof von Mainz residierte, vorgeladen, sieben Wochen lang gefangengehalten und dann freigelassen. Die Gründe blieben unklar.
In Köln hatte im gleichen Jahr der örtliche Postmeister Jacob Henot das im Jahre 1603 verlorene Postmeisteramt vom Kaiser zurückerhalten. Er erhob nun auch Ansprüche auf die Postmeisterstelle in Frankfurt. Johann von den Birghden lehnte dies ab und verzögerte die kaiserliche Entscheidung darüber.
Nach dem Tod des Generalerbpostmeisters Lamoral von Taxis am 7. Juli 1624 trat dessen Sohn Leonhard II. von Taxis die Nachfolge an. Leonhards Ziel war eine Zentralisierung in Brüssel, und er wollte nicht länger unabhängige Postmeister im Reich dulden. Zunächst blieb Johann von den Birghden noch unbehelligt. Am 7. Oktober 1625 wurde er vom Kaiser in den Adelsstand erhoben. Nach Henots Tod am 17. November 1625 und der Wiedereinsetzung des Postmeisters Johann von Coesfeld im Februar 1626 erhöhte sich der Druck auf den Frankfurter Postmeister. Da Johann von den Birghden ein Lutheraner war, fiel es Leonhard leicht, ihn am kaiserlichen Hof als Verräter zu diffamieren.

## Absetzung
Am 3. März 1627 erhielt Leonhard II. von Taxis vom Kaiser den Befehl, Johann von den Birghden wegen des Verdachtes einer feindlichen Konspiration aus seinem Amt zu entfernen. Leonhard kam im August nach Frankfurt, blieb dort bis 1628 und ernannte den Katholiken Gerard Vrints zu Birghdens Nachfolger. Leonhard starb am 23. Mai 1628 in Prag. Von den Birghden selbst übernahm Anfang 1628 den städtischen Botendienst nach Köln und Antwerpen und schikanierte seinen Nachfolger Vrints.

## Schwedische Übernahme der Reichspost
Im Juli 1630 trat Schweden mit dem Angriff gegen Pommern in den Dreißigjährigen Krieg ein. Nachdem der schwedische König Gustav Adolf am 27. November 1631 in Frankfurt Einzug gehalten hatte, floh der kaiserliche Postmeister Vrints nach Brüssel, und Johann von den Birghden übernahm wieder das Postmeisteramt in Frankfurt. Am 4. Dezember 1631 erhielt er durch Gustav Adolf den Bestallungsbrief als Generalpostmeister des Reiches. Innerhalb kürzester Zeit organisierte von den Birghden von Frankfurt aus Postkurse nach Hamburg über Hildesheim und Celle, Leipzig, Straßburg, Metz, Madrid und Venedig.
Die Kaiserliche Reichspost verlor im nächsten Jahr alle wichtigen Postämter im Reich bis auf Köln.

## Rücktritt
Nach dem Prager Frieden und dem Abzug der Schweden aus Frankfurt  trat Johann von den Birghden am 22. Mai 1635 von seinem Amt zurück. Das schwedische Postamt wurde am 11. Juni 1635 geschlossen, Gerard Vrints kehrte nach Frankfurt zurück und eröffnete im Oktober 1635 wieder ein kaiserliches Postamt. Der Kaiser beschuldigte Johann von den Birghden des Verrates und sandte einen Kommissar nach Frankfurt. Trotz Generalamnestie musste von den Birghden 6.000 Gulden Buße an den Kaiser zahlen. Seinen eigenen Prozess vor dem Reichshofrat aus dem Jahre 1627 führte er erfolglos bis zu seinem Tod weiter.

## Nachwirken
Johann von den Birghden starb am 4. März 1645 und wurde auf dem Frankfurter Peterskirchhof beigesetzt. Sein Wirken hinterließ Spuren. Er war der Begründer der ersten Postzeitung und hatte als erster Postplakate mit allen Routen und Tarifen drucken lassen. Seine technischen und organisatorischen Verbesserungen wurden sowohl von der Kaiserlichen Reichspost, als auch von den protestantischen Reichsständen bei der Gründung eigener Landespostanstalten übernommen.